# Лидовка (Одесская область)
Лидовка (укр. Лідівка) — село, относится к Ширяевскому району Одесской области Украины.
Население по переписи 2001 года составляло 106 человек. Почтовый индекс — 66832. Телефонный код — 4858. Занимает площадь 0,41 км². Код КОАТУУ — 5125486004.

## Местный совет
66830, Одесская обл., Ширяевский р-н, с. Червоный Кут, ул. Центральная, 67